# 莫尔纳·埃里克
莫尔纳·埃里克（匈牙利語：Molnár Erik，2003年6月24日—），匈牙利男子水球运动员。他曾代表匈牙利国家队参加2024年夏季奥林匹克运动会水球比赛，结果队伍获得第四名。